# Торрес-дель-Ріо
Торрес-дель-Ріо (ісп. Torres del Río) — муніципалітет в Іспанії, у складі автономної спільноти Наварра. Населення — 154 особи (2009).
Муніципалітет розташований на відстані близько 270 км на північний схід від Мадрида, 60 км на південний захід від Памплони.

## Демографія
Динаміка населення (INE ):

## Галерея зображень

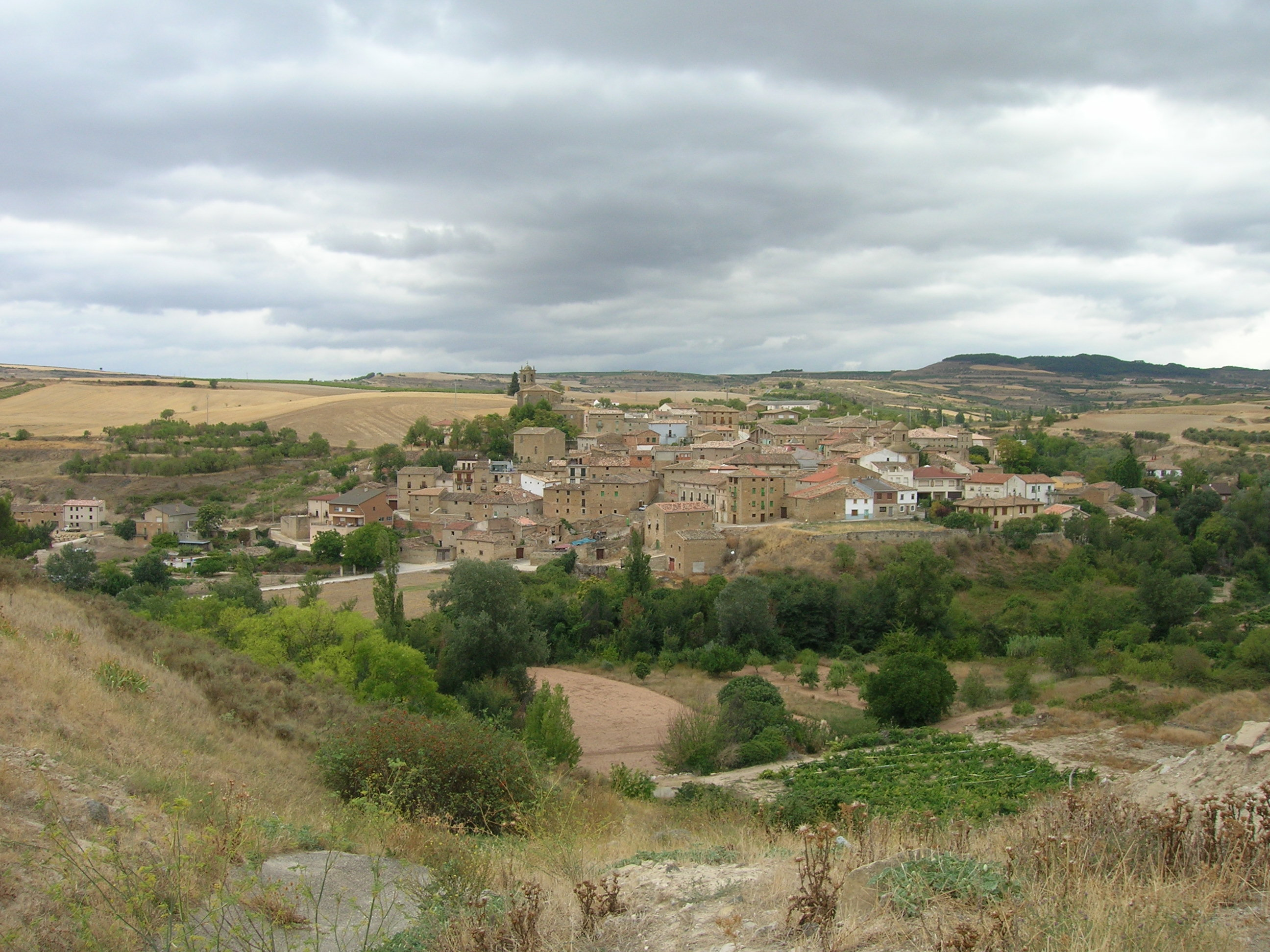
Торрес-дель-Ріо